# Panhard & Levassor Dynamic

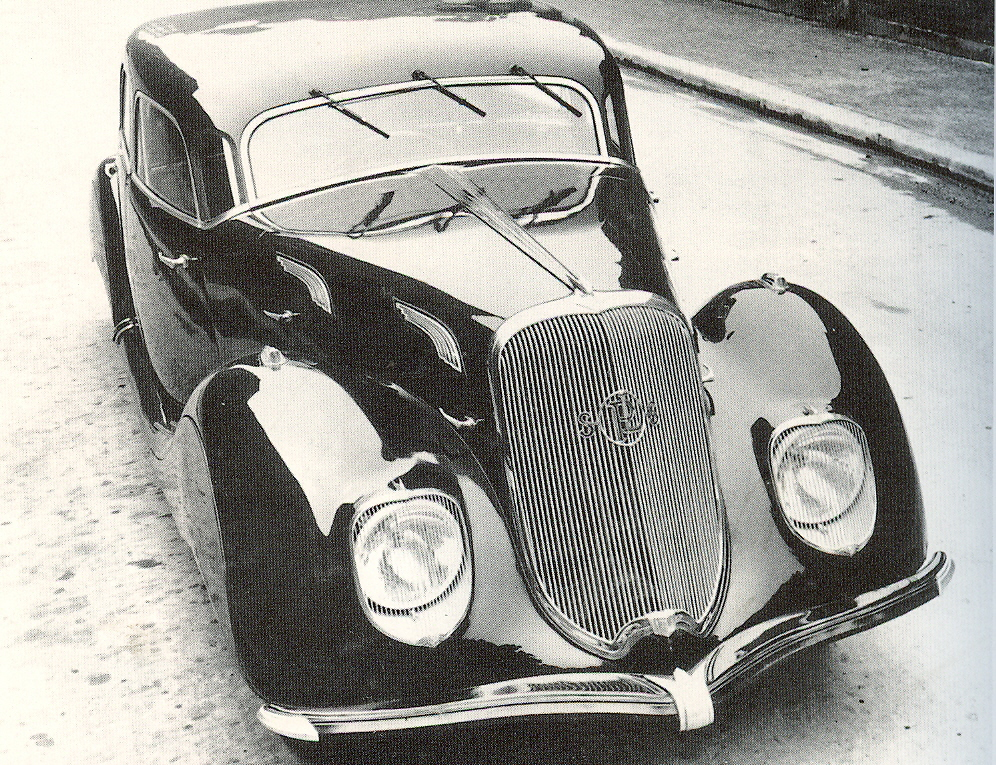
Panhard & Levassor Dynamic (1937)

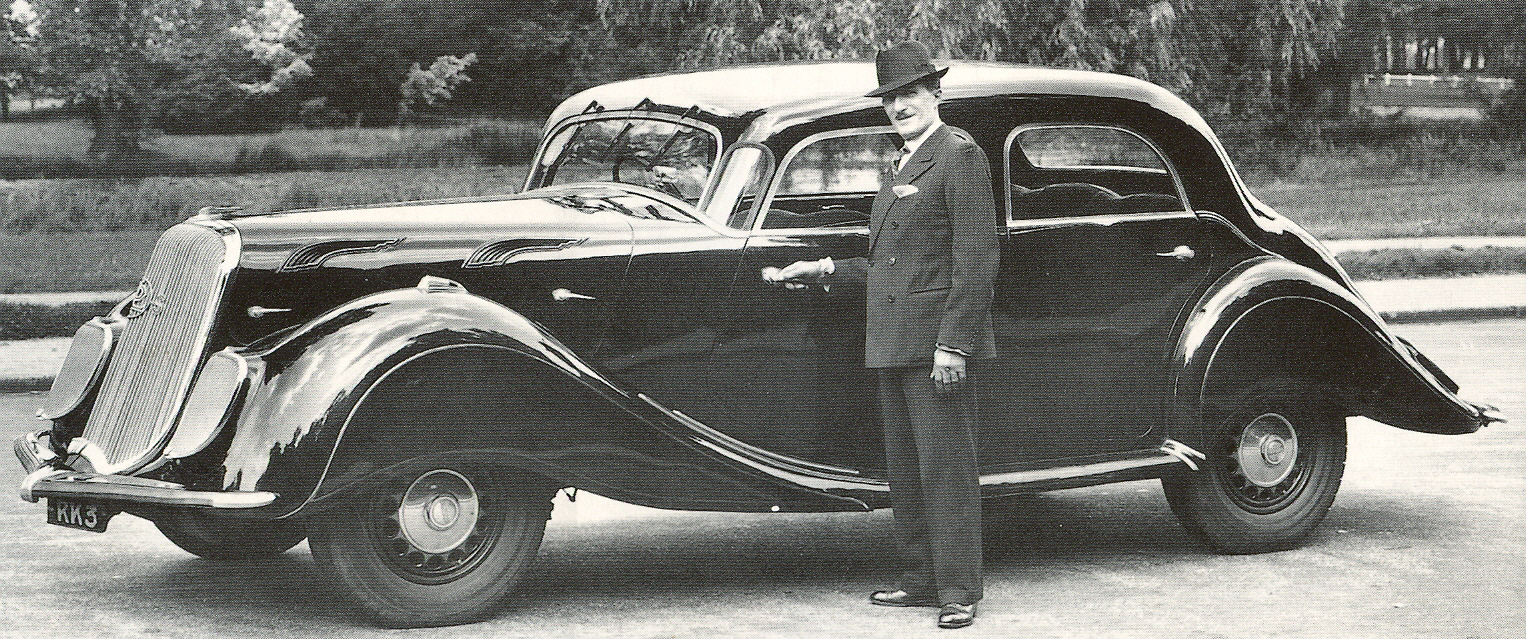
Panhard & Levassor Dynamic Berline (1937)

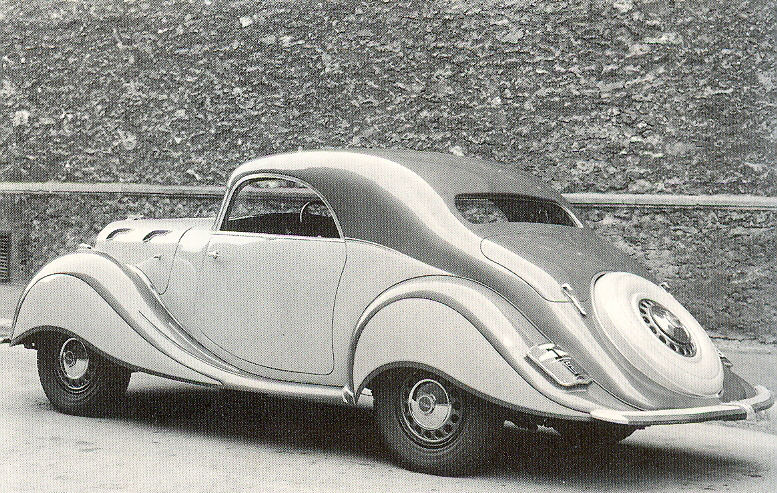
Panhard & Levassor Dynamic Coupé Junior (1936)

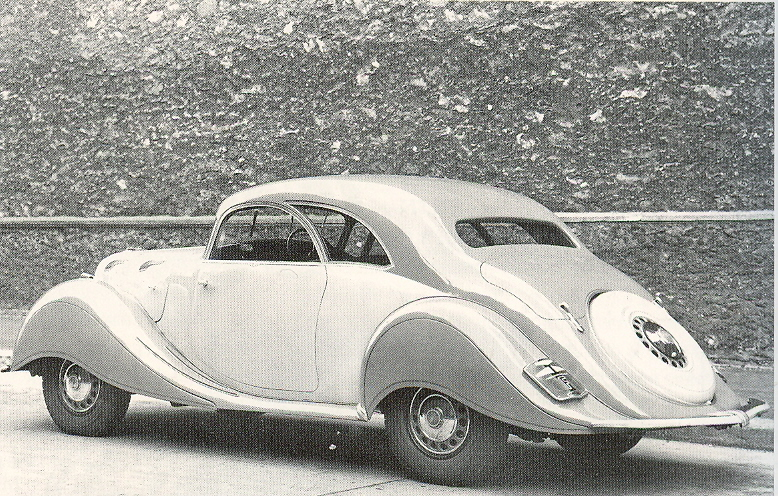
Panhard & Levassor Dynamic Coupé Major (1936)

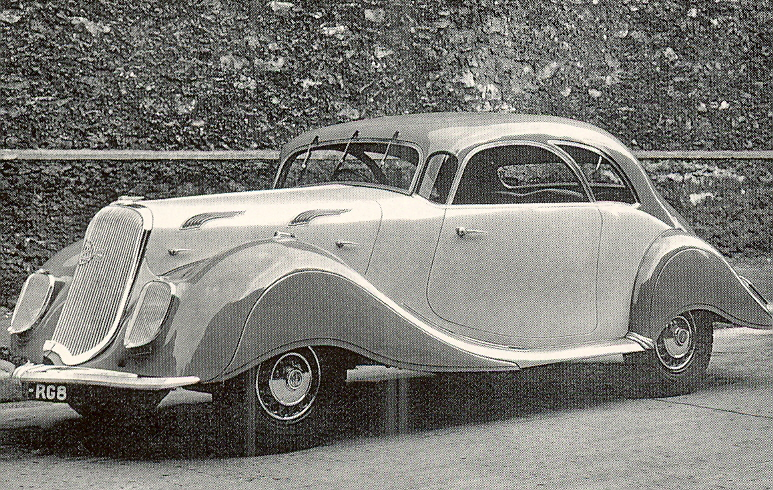
Panhard & Levassor Dynamic Coupé Major (1936)

Der Panhard & Levassor Dynamic ist ein Pkw-Modell, das der französische Automobilhersteller Panhard & Levassor 1936 als Nachfolger der Modelle CS und DS herausbrachte. Hausdesigner Louis Bionier zeichnete eine stromlinienförmige Karosserie mit teilweise abgedeckten Radausschnitten, dreiteiliger Panorama-Windschutzscheibe („Panoramique“) und in die vorderen Kotflügel eingelassenen Scheinwerfern und erregte damit großes Aufsehen.

## Beschreibung
Ein Prototyp, als Dynamic 20 CV bekannt, entstand im März 1936 und hatte einen 6-Zylinder-Reihenmotor mit 3485 cm³ Hubraum (20 CV).
Das ab Mai 1936 in Serie gefertigte Modell Dynamic 130 hatte einen schiebergesteuerten 6-Zylinder-Reihenmotor mit 2516 cm³ Hubraum aus dem Vorgängermodell CS, entsprechend 14 CV. Es gab eine sechssitzige Limousine mit langem Innenraum und ohne Kofferraum, eine viersitzige Limousine mit kurzem Innenraum und hinten angefügtem Gepäckraum (Berline), sowie zwei Coupé- und eine Cabrioletversion. Von diesem schwächsten Modell wurden bis 1938 nur 358 Exemplare hergestellt.
Parallel gab es einen Dynamic 140, der den Motor des gleichzeitig hergestellten Modells CS Spécial mit 2861 cm³ Hubraum (16 CV) besaß. Der 70 PS (51 kW) starke Wagen wurde von allen Dynamic-Modellen am häufigsten geordert. Als seine Fertigung kriegsbedingt 1940 ersatzlos eingestellt wurde, waren 2230 Exemplare entstanden. Mit ihm verschwand der weltweit letzte PKW mit Schiebermotor.
Die moderne Bauweise erlaubte einen breiteren Innenraum, sodass die Fahrzeuge als Drei- respektive Sechssitzer ausgelegt werden konnten. Daraus ergab sich eine Besonderheit der frühen Dynamic-Modelle, die Mittellenkung. Dabei saß der Fahrer auf dem mittleren der drei Plätze. Man erhoffte sich davon bessere Übersichtlichkeit, das aufwendige System fiel aber auf dem Markt durch. Spätere Dynamic haben eine konventionelle Lenkung.
1937 wurde das Modell Dynamic 160 als Nachfolger des DS vorgestellt. Der Hubraum des großen Wagens entsprach mit 3834 cm³ 22 CV. Bis 1938 entstanden 153 Exemplare.
Die internen Codes lauteten Type X76, Type X77, Type X78, Type X80, Type X81 und Type X82.